# 明日メトロですれちがうのは、魔法のような恋
『明日メトロですれちがうのは、魔法のような恋』はSHISHAMOの3作目のライブ映像作品。2017年8月2日にGOOD CREATORS RECORDS / UNIVERSAL SIGMAから発売された。

## 概要
- 本作は、SHISHAMO ワンマンツアー2017春「明日メトロですれちがうのは、魔法のような恋」のアリーナ編のファイナル、バンド史上2回目の日本武道館公演の模様を収録した作品[2]。
- 「映画」をテーマにしたこのツアーでは映像監督の山岸聖太とタッグを組み、「メトロ」を舞台に4つのショートフィルムとSHISHAMOの楽曲が交差する内容が展開された[3]。Blu-ray Discにはライブで上映されなかった未公開シーンを加えたフルバージョンのショートフィルムが収録された[4]。
- リリースに先駆けて7月10日にダイジェスト映像がオフィシャルYouTubeチャンネルで公開された[5]。
- 購入者特典として対象店舗ではオリジナルポストカードが付けられた[6]。本作の発売日同日には6thシングル「BYE BYE」もリリースされた。ジャケットは前作、前々作に続き宮崎が描き下ろしたデザイン[2]。

## プロモーション
- 7月20日、『SHISHAMO SHORT FILMS「明日メトロですれちがうのは、魔法のような恋」』と題して、ライブ内で上映されていたショートフィルム完全版4本とライブ映像の一部が、1日限りでユナイテッド・シネマ アクアシティお台場にて上映された。当日はメンバーも登壇し、春ツアーを振り返るトークセッションを行った[7][8]。
- 本作とシングル「BYE BYE」のリリースを記念し、西武新宿駅前 ユニカビジョンにて「SHISHAMO特集」が7月27日から8月2日までの7日間、放映された。放映内容は「好き好き！」「夏の恋人」「明日も」などのノーカットフルバージョンのライブ映像だった[9]。

## 収録内容
明日メトロですれちがうのは、魔法のような恋
| #   | タイトル                                         | 作詞 | 作曲・編曲 | 出演 |
| --- | ------------------------------------------------ | ---- | ---------- | --- |
| 1.  | 「OPENING FILM」                                 |      |            | SHISHAMO |
| 2.  | 「SHORT FILM「好き好き！ 篇」」                  |      |            | 芋生悠 藤原季節 中田絢千 井桁弘恵 枝光利雄                                                                         |
| 3.  | 「好き好き！」                                   |      |            | |
| 4.  | 「すれちがいのデート」                           |      |            | |
| 5.  | 「恋に落ちる音が聞こえたら」                     |      |            | |
| 6.  | 「中庭の少女たち」                               |      |            | |
| 7.  | 「きっとあの漫画のせい」                         |      |            | |
| 8.  | 「終わり」                                       |      |            | |
| 9.  | 「SHORT FILM「音楽室は秘密基地 篇」」            |      |            | 織田梨沙 足立理 富田望生 西村涼太郎 芳村宗次郎 中島凱斗 鴫原怜 益永拓弥 常間地裕 鵜澤凜花 熊谷愛 榎本三奈 矢崎希菜 |
| 10. | 「音楽室は秘密基地」(アコースティックバージョン) |      |            | |
| 11. | 「恋」(アコースティックバージョン)               |      |            | |
| 12. | 「夏の恋人」                                     |      |            | |
| 13. | 「熱帯夜」                                       |      |            | |
| 14. | 「SHORT FILM「明日も 篇」」                      |      |            | 石橋静河 芦那すみれ 早瀬マミ 竹森千人 寺田ムロラン                                                                 |
| 15. | 「明日も」                                       |      |            | |
| 16. | 「量産型彼氏」                                   |      |            | |
| 17. | 「僕に彼女ができたんだ」                         |      |            | |
| 18. | 「タオル」                                       |      |            | |
| 19. | 「君と夏フェス」                                 |      |            | |
| 20. | 「SHORT FILM「メトロ 篇」」                      |      |            | 小川紗良 長井短 玉川蓮 二見悠                                                                                      |
| 21. | 「メトロ」                                       |      |            | |
| 22. | 「ENDING FILM」                                  |      |            | SHISHAMO |
| 23. | 「魔法のように」                                 |      |            | |
| 24. | 「みんなのうた」                                 |      |            | |
| 25. | 「生きるガール」                                 |      |            | |
| 26. | 「恋する」                                       |      |            | |
| 27. | 「さよならの季節」                               |      |            | |

【特典映像】「メトロ」SHORT FILMS Ver.